# 快e充
快e充，是目前苏宁电器、中国移动与新华埃姆科技公司共同推出的一种手机充值的新方式。
消费者可以在苏宁任意收银台购买快e充为自己或他人的手机充值。目前，此业务只开通了南京与上海地区。
- 苏宁南京上海门店上线“快E充” 推手机充值服务 （页面存档备份，存于）